# Palaina kubaryi
Palaina kubaryi es una especie de molusco gasterópodo de la familia Diplommatinidae en el orden de los Mesogastropoda.

## Distribución geográfica
Es endémica de Micronesia.